# Carne de sol

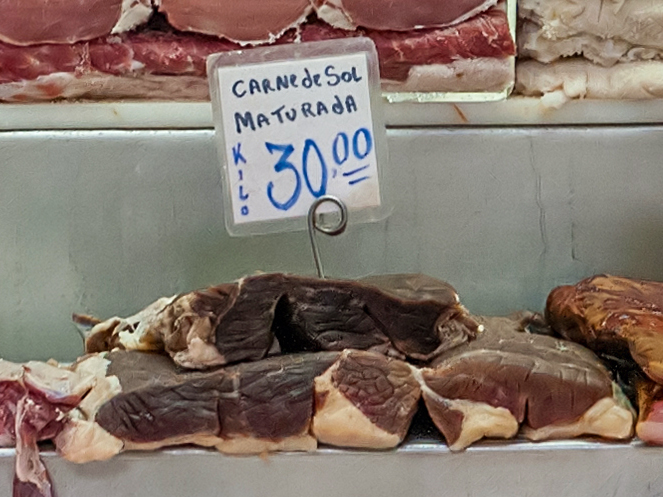
Carne de sol maturada

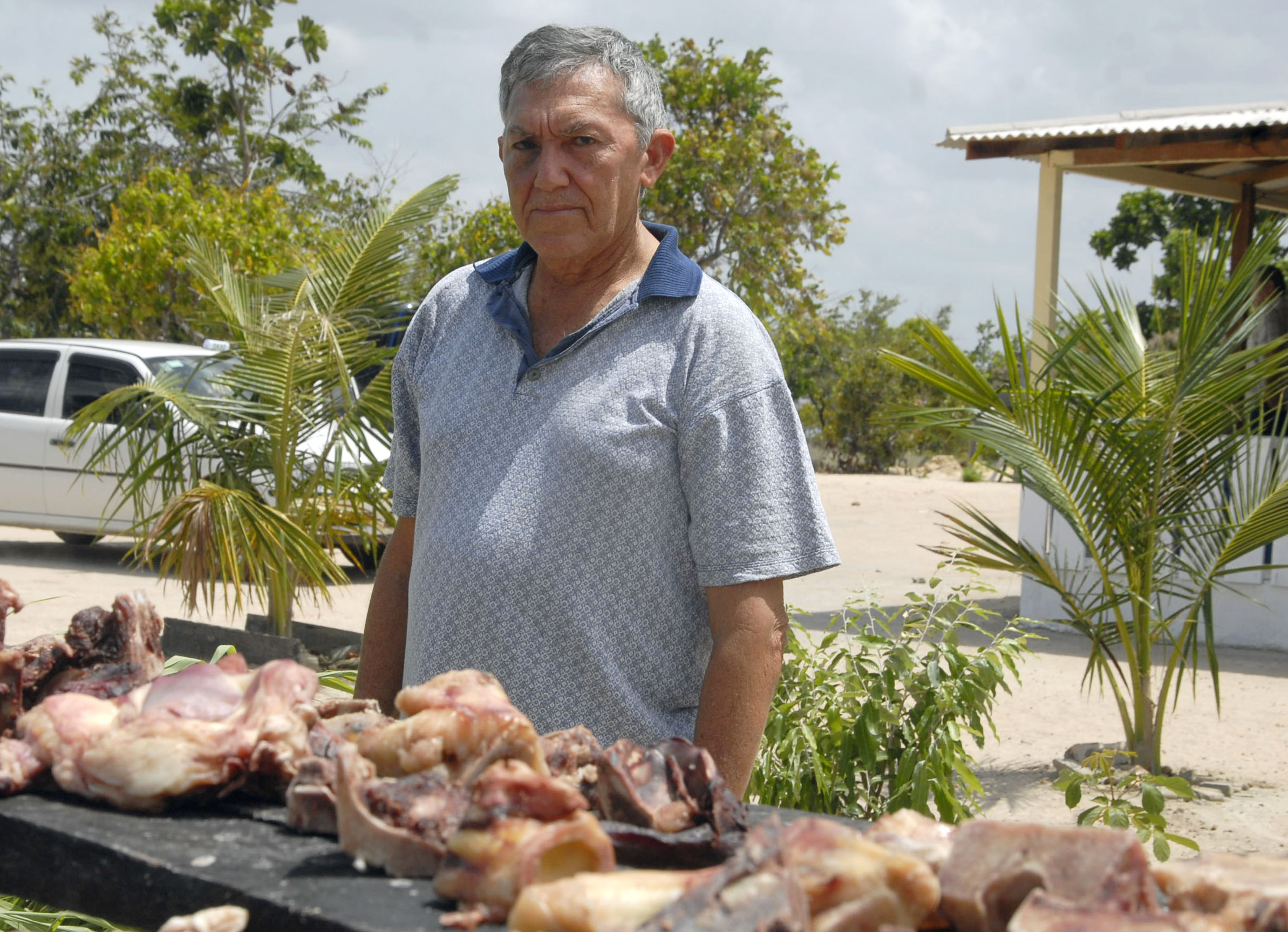
Fazendeiro preparando carne de sol

A carne de sol, denominada também carne de vento e carne do sertão, é um método de conservar alimentos de origem animal salgando-se e secando-se, em local coberto e bem ventilado, peças de carne, em geral bovina, típica do nordeste brasileiro. Apesar do nome, não é exposta aos raios solares.

## Diferenças em relação à carne-seca e ao charque
É, normalmente, confundida com a carne-seca. Apesar de possuírem processos parecidos, há uma grande diferença no sabor. A carne de sol é ligeiramente salgada e, depois, colocada para secar  e desidratar em local coberto e ventilado. O processo de secagem é rápido e o interior da carne fica úmido e macio. Já a carne-seca leva mais sal e é empilhada em locais secos para sua desidratação. Após a secagem da carne, ela é estendida em varal ao sol para completar sua desidratação. A carne-seca é bem mais salgada se comparada com a carne de sol.
Outro processo de desidratação bem conhecido é o charque, originário também do nordeste, mas que posteriormente, em razão da seca e da consequente diminuição dos rebanhos, teve sua produção em escala comercial deslocada para a região sul do Brasil. Embora o nordeste nunca tenha deixado de se manter firme como produtor e consumidor de charque. O processo é bem parecido com o da carne-seca. O diferencial é que leva mais sal. É portanto um equivoco muito comum, à afirmação de que o charque é típico do sul do país, pois, no sul, foi apenas onde a produção de charque em larga escala se mostrou mais viável.

## História

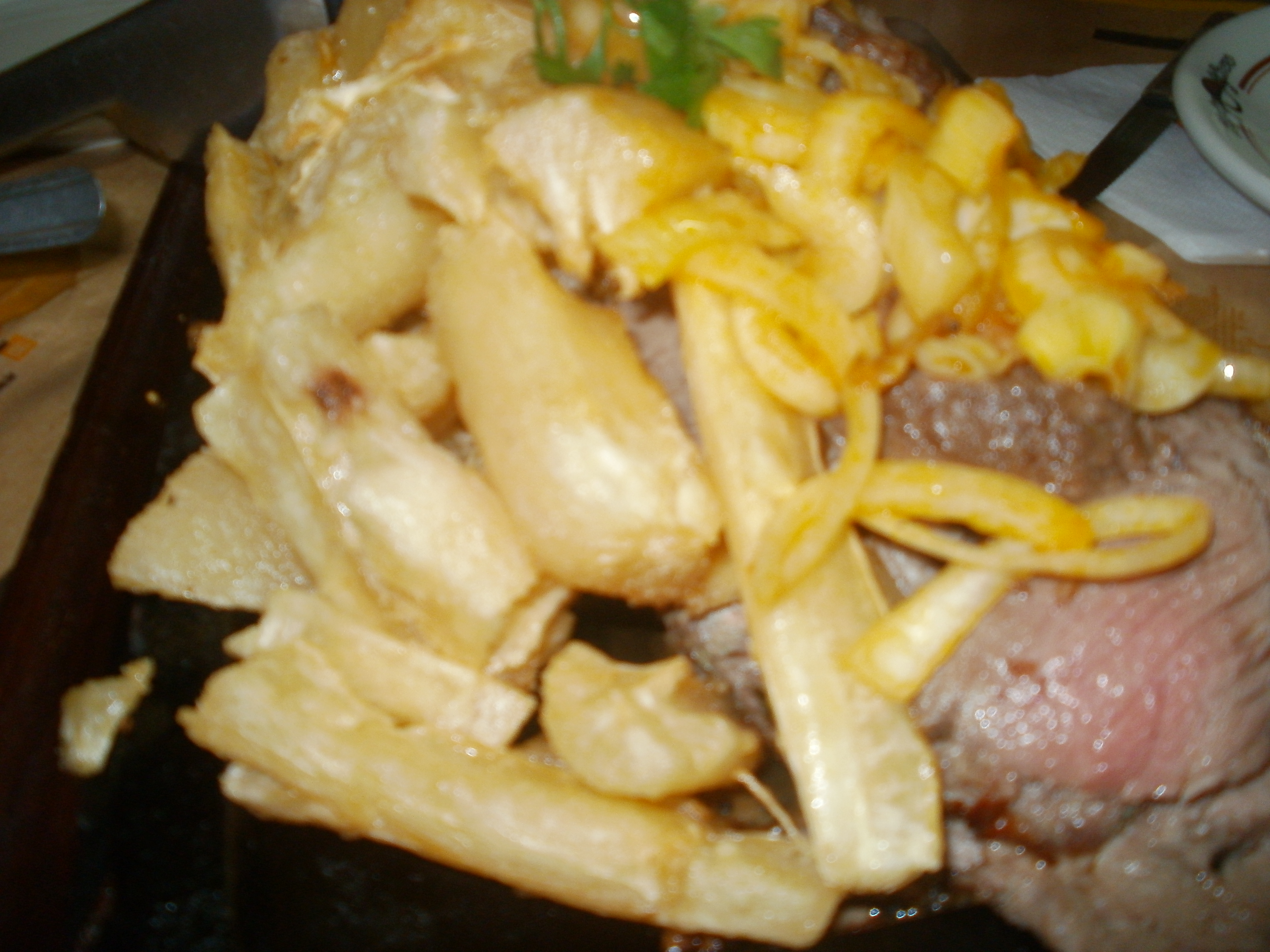
Prato com carne de sol, macaxeira e cebola em restaurante de cozinha nordestina no Rio de Janeiro

É pouco provável que a cultura brasileira tenha herdado essa técnica de produção de grupos indígenas, pois não é hábito dessas culturas conservar alimentos em sal. Já os portugueses tinham tradição de conservar alimentos salgando-os (a exemplo do bacalhau). Provavelmente, no litoral do Nordeste do Brasil (onde o sal e o sol eram abundantes), nos primeiros séculos da colonização portuguesa, os pescadores passaram o processo dos peixes às carnes.

## Na atualidade
Hoje em dia, no Brasil, carnes salgadas típicas podem ser resumidas em carne de sol, carne-seca, charque e frescal.
A carne de sol é um produto tradicional de produção artesanal e mais comercializado nas duas maiores regiões territoriais do Brasil (norte e nordeste). Mesmo com o avanço da refrigeração, a carne de sol não está fadada a desaparecer, pois garantiu, ao longo de décadas, consumidores fiéis às suas características peculiares.
De produto consumido regionalmente e usado em poucas receitas, a carne de sol, hoje, alcançou grande visibilidade, sendo consumido praticamente em todo o território brasileiro em inúmeras receitas. Em Minas Gerais, o município de Mirabela é reputado produtor de excelente carne de sol.